# Peter Finch (Schriftsteller)

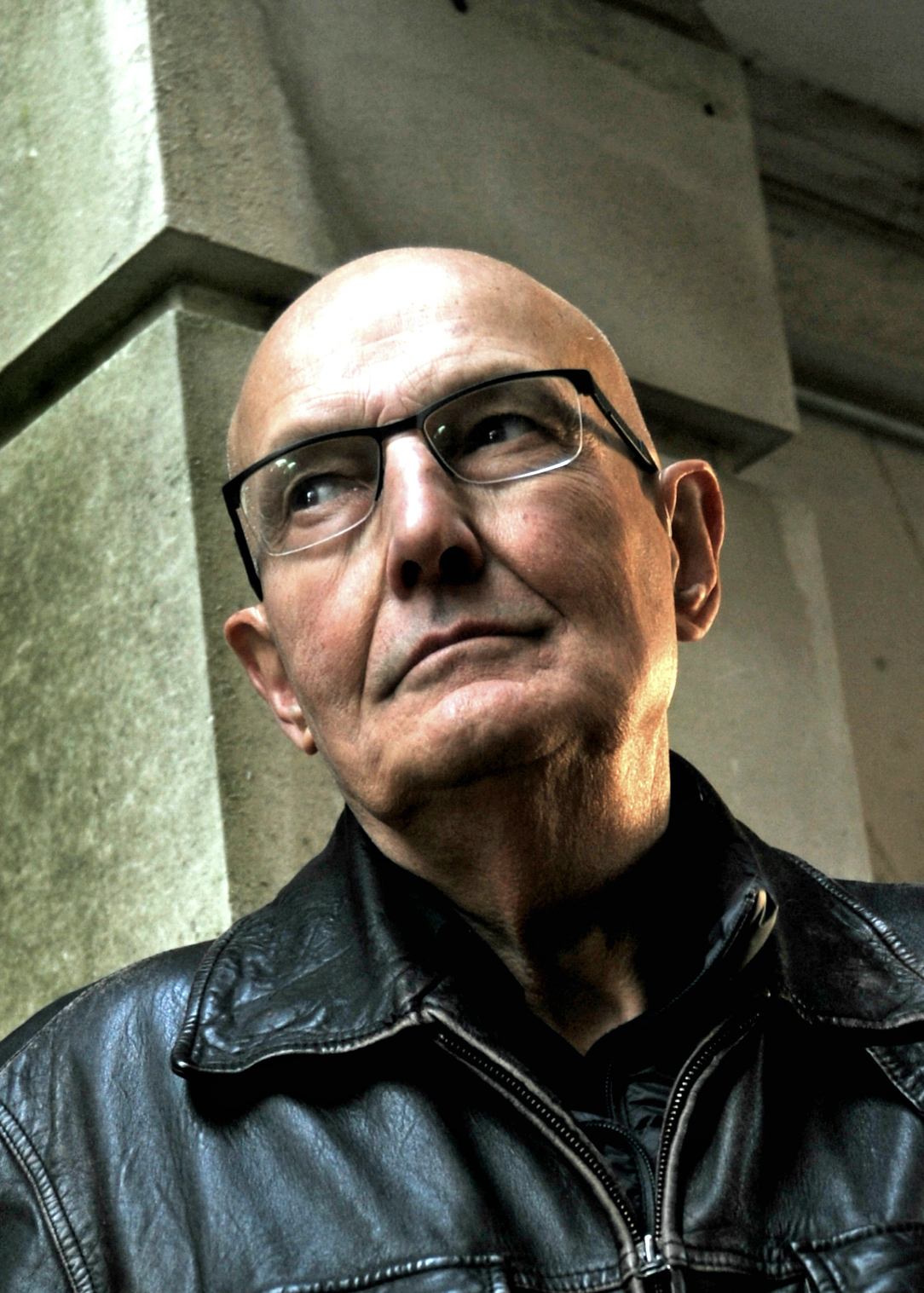
Peter Finch (2018)

Peter Finch (* 6. März 1947 in Cardiff, Glamorganshire) ist ein walisischer Schriftsteller.

## Leben
Finch studierte am Glamorgan College of Technology in Treforest. Es schloss sich eine Tätigkeit in der Verwaltung an, bevor er ab 1973 Manager einer bedeutenden Buchhandlung wurde. Er war Gründer und von 1966 bis 1974 Herausgeber der Literaturzeitschrift Second Aeon.
Peter Finch veröffentlichte Gedichte und Kurzgeschichten in englischer Sprache.

## Werke (Auswahl)
- The End of the Vision, Gedichte, 1971
- Connecting Tubes, Gedichte, 1980
- Visual Texts 1970–1980, Gedichte, 1981
- Blues & Hearthbreakers, Gedichte, 1981
- O Poems, Gedichte, 1982
- Between Thirty-Five and Forty-Two, Kurzgeschichten, 1982
- Some Music an a Little War, Gedichte, 1984
- On Criticism, Gedichte, 1985
- Selected Poems, Gedichte, 1987